# Cissampelos truncatus
Cissampelos truncatus är en tvåhjärtbladig växtart som beskrevs av Adolf Engler. Cissampelos truncatus ingår i släktet Cissampelos och familjen Menispermaceae. Inga underarter finns listade i Catalogue of Life.